# Акаев, Жанарбек Кубанычович
Акаев Жанарбек Кубанычович (род. 13 декабря 1986, с. Кабылан-Кол, Ошская область) — политик, киргизский государственный деятель. Депутат Жогорку Кенеша Кыргызской Республики VII созыва от фракции Альянс, Председатель Комитета по международным делам, обороне, безопасности и миграции. Лидер парламентской фракции "Альянс"

## Биография
Жанарбек Кубанычович Акаев родился 13 декабря 1986 года в Алайском районе Ошской области в селе Кабылан-Кол.

### Образование
В 2009 году окончил Ошский государственный университет, где получил высшее образование по специальности «Журналистика».
В 2018 году окончил Кыргызский Государственный юридический университет по специальности "Юриспруденция"

### Трудовая деятельность
В 2008—2014 годах работал корреспондентом в Радио Азаттык, кыргызской службе Радио «Свобода». С февраля по март 2015 года работал пресс-секретарём президента Кыргызстана Алмазбека Атамбаева.
В 2015 году избран депутатом Жогорку Кенеша VI созыва по списку Социал-демократической партии Кыргызстана. В том же году был избран заместителем Комитета по социальным вопросам, образованию, науке, культуре и здравоохранению Жогорку Кенеша Кыргызской Республики.
В 2021 году избран депутатом Жогорку Кенеша VII созыва по списку партии Альянс.
С 2022 года Председатель Комитета по международным делам, обороне, безопасности и миграции Жогорку Кенеша Кыргызской Республики.
Обладатель премии «Золотое перо Евразии» (2011 год) и премии «Курч калем» от общественного фонда имени Мелиса Эшимканова (2014 год).

### Личная жизнь
Женат, отец троих детей.